# Coco (skulptur)

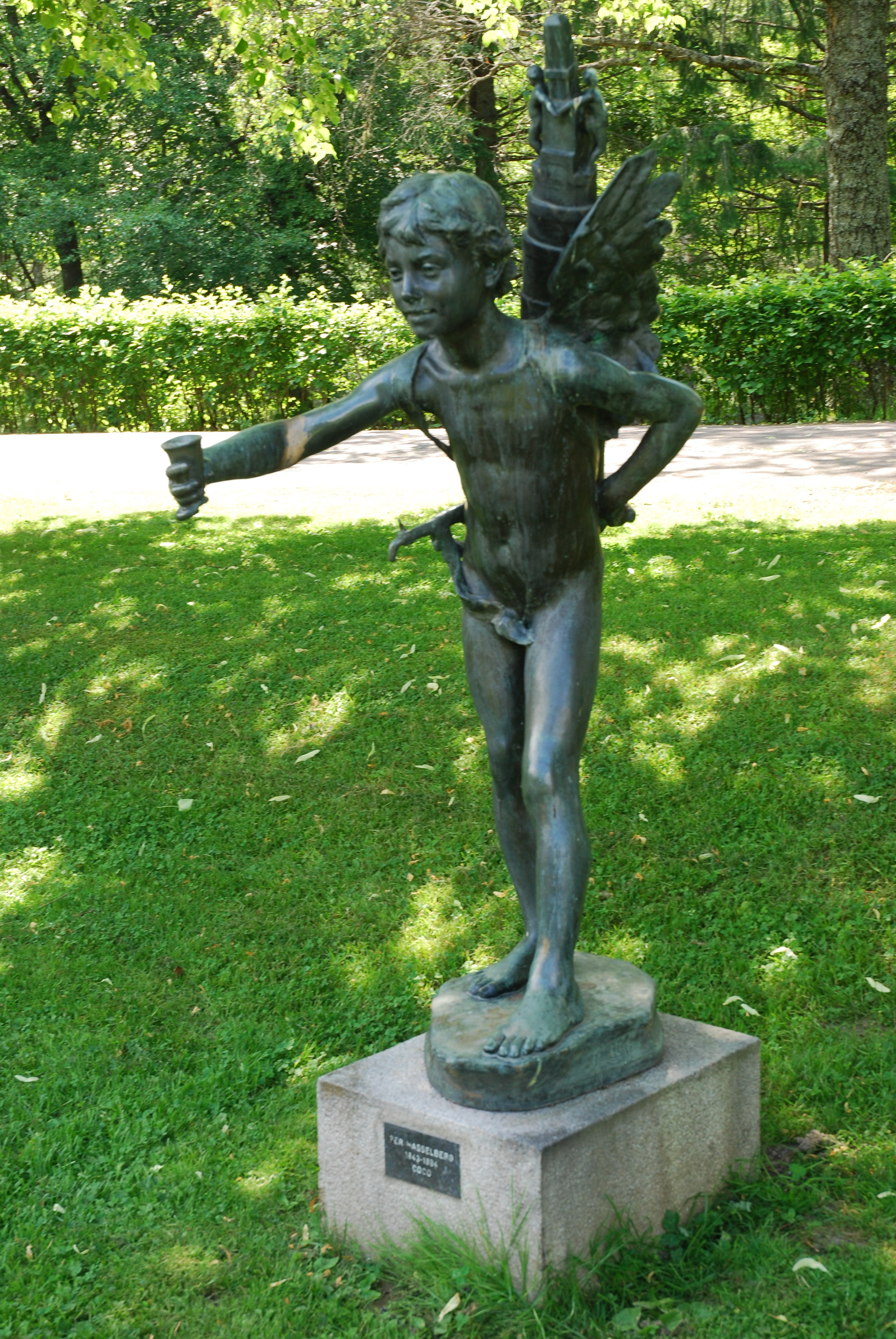
Coco i Rottneros Park 2009.

Coco - italiensk Lemonadförsäljare (franska: Marchand de Coco) är en skulptur av en stående pojke ursprungligen utförd 1889–90 i terrakotta (1889) och gips (1890) av Per Hasselberg i Paris, Italien och Stockholm.   
På 1950-talet gjuten i brons för Rottneros Park i Värmland av Giovanni och Angelo Nicci.
Coco föreställer en ung amor, som bjuder ut kärleksdrycker. En gipsversion av Coco ställdes ut på Salongen i Paris 1890. Inför utställningen 2010 på Prins Eugens Waldemarsudde i Stockholm restaurerades gipsversionen av verket i Göteborgs konstmuseum.

## Exemplar
- Skiss i terrakotta 1889 (20 cm), Göteborgs konstmuseum.[4][5]
- Original i gips 1890 (152/154 cm), Göteborgs konstmuseum.[6][7][8]
- Gjuten i brons 1953, Rottneros Park.[9]

### Webbkällor
- Inventering av Rottneros Park – Historisk utveckling och kulturvärden, Länsstyrelsen Värmland, 2008, sid. 85, 88. Läst 1 mars 2016.